# Алтдорф (Ури)
Алтдорф је град у средишњој Швајцарској. Алтдорф је главни град кантона Ури, као и његово највеће насеље.
Алтдорф је у Швајцарској познат као средиште њеног идентитет, јер су за овај град везано предање о Виљему Телу.

## Природне одлике
Алтдорф се налази у средишњем делу Швајцарске. Од најближег већег града, Цириха град је удаљен 75 км јужно, а од Луцерна 40 југоисточно.
Рељеф: Алтдорф се налази у омањој долини, близу Уришког језера. Окружење града је изразито планинско - град окружију високи Алпи.
Клима: Клима у Алтдорфу је умерено континентална.
Воде: Кроз западни обод Алтдорфа протиче река Ројс, а непосредно северно од града лежи Уришко језеро.

## Историја
Подручје Алтдорфа је било насељено још у време праисторије и Старог Рима, али није имало велики значај.
Данашње насеље са датим називом први пут се спомиње 1223. године.
Алтдорф је у Швајцарској познат из Шилерове драме из 1804. године, о швајцарском народном јунаку Виљему Телу, који је из самострела погодио јабуку на глави свог сина. То се догодило на пијаци у Алтдорфу. 1895. године је подигнута бронзана статуа Виљема Тела, која подсећа на његову храброст и тај догађај.
Током 19. века Алтдорф се почиње полако развијати и јачати економски. Тада град добија одлике значајнијег насеља. Ово благостање се задржало до дан-данас.

## Становништво
2008. године Алтдорф је имао око 8.500 становника. Од тога приближно 13,5% су страни држављани.
Језик: Швајцарски Немци чине традиционално становништво града и немачки језик је званични у граду и кантону. Међутим, градско становништво је током протеклих неколико деценија постало веома шаролико, па се на улицама Алтдорфа чују бројни други језици. Тако данас немачки говори 88,3% градског становништва, а прате га српскохрватски (4,2%) и италијански језик (2,5%).
Вероисповест: Месни Немци су у од давнина римокатолици. Они су и данас претежно становништво - 84% становништва.

## Саобраћај
Алтдорф је важно прометно чвориште у држави пошто туда пролази ауто-пут А2 који спаја северну Швајцарску са Италијом. Такође је важна железничка станица на прузи, која се упоредо пружа са ауто-путем који води према Италији.

## Галерија слика
- Слика Алтдорфа из 1900. године
- Градски манастир
- Кућа Телшпиел
- Споменик Виљему Телу